# Adam Friedrich August von Lindenau
Adam Friedrich August von Lindenau (* 13. Mai 1770 in Tackau bei Zeitz; † 10. Dezember 1845 in Dresden) war ein sächsischer Generalmajor.

## Leben
Er stammte aus der meißnisch-sächsischen Uradelsfamilie von Lindenau mit dem gleichnamigen Stammsitz in Lindenau bei Leipzig und war ein Sohn des kurfürstlich-sächsischen Amtshauptmann Adam Friedrich von Lindenau.
Adam Friedrich August von Lindenau schlug eine militärische Karriere bei der Kavallerie ein. Zunächst war er als Fähnrich in hessischen Diensten, wechselte jedoch kurz darauf in sächsische. Er stieg 1792 zum Sousleutnant und 1796 zum Premierleutnant auf. Als Sousleutnant nahm von Lindenau mit dem sächsischen Husaren-Regiment am Gefecht bei Spiessen am 12. September 1793 teil. Für seine Verdienste wurde er am 15. September des Jahres vom preußischen König Friedrich Wilhelm II. mit dem Pour le Mérite ausgezeichnet. Am 13. Juli 1805 stieg er zum Rittmeister auf und wirkte beim Husarenregiment. Innerhalb der Koalitionskriege wurde er am 4. August 1809 für seine Verdienste bei der Schlacht bei Wagram mit dem Ritterkreuz des Militär-St.-Heinrichs-Ordens ausgezeichnet. Er wurde am 24. Januar 1813 zum Oberst befördert, worauf er 1815 Kommandant des „Prinz Clemens“-Ulanenregiment wurde. Nach jahrelanger Verwendung in dieser Eigenschaft wurde er am 13. März 1826 zum Generalmajor befördert. Er wurde darauf á la suite der Armee gestellt. 1830/31 schied er aus der sächsischen Armee aus. 1843 wurde er zwecks des 50-jährigen Besitzes des Pour le Mérite vom preußischen König Friedrich Wilhelm IV. mit der neugestifteten Dekoration mit Krone verliehen.

## Werke
- Anleitung zu dem Unterricht des Rekruten der Cavallerie auf der Reitbahn. A. F. Böhme, 1804.
- Entwurf zu einer Anweisung, wie das Benehmen eines Cavalleristen, bey Gefechten in zerstreuter Ordnung, in Friedenszeiten zu lehren und zu üben sey, Nebst e. Anh. über den Angriff der Cavallerie en Front auf Cavallerie. A. F. Böhme, 1806.